# 20021 Kevinkell
20021 Kevinkell este o planetă minoră (asteroid), cu un diametru de 5,592 km, din centura de asteroizi. A fost descoperită pe 6 noiembrie 1991 la Observatorul La Silla de Eric Walter Elst. 
Obiectul prezintă o orbită caracterizată de o semiaxă mare de 2,6142606 UAi, o excentricitate de 0,07, o înclinație de 15,7086 ° în raport cu ecliptica.